# Tour de Collelungo
La tour de Collelungo (en italien ; Torre di Collelungo) est une fortification côtière située à l'extrémité sud de la commune de Grosseto, sur un petit promontoire dans le parc naturel de la Maremme, accessible par l'itinéraire A2.

## Histoire
La fortification avec des fonctions de guet a été construite par les Siennois à la Renaissance pour renforcer le système de défense côtière le long du littoral de la Maremme.
La structure a été détruite puis reconstruite dans la seconde moitié du XVIe siècle, lorsqu'elle a été considérablement surélevée ; une nouvelle restauration a été effectuée vers la fin du XVIIIe siècle lorsqu'elle n'a plus exercé ses fonctions défensives d'origine.
Le 31 août 1847, elle fut frappée par la foudre qui détruisit les étages supérieurs où devait autrefois se trouver la poudrière. Dans les dernières années du siècle dernier, une restauration soignée a redonné à la tour son lustre d'antan, mettant en lumière la plupart des éléments stylistiques de la fin du XVIe siècle.

## Description
La tour de Collelungo ressemble à un bâtiment quadrangulaire, disposé sur trois niveaux, reposant sur une puissante base en forme de pyramide tronquée, qui dans la partie supérieure se termine par un pli qui la met en continuité avec la partie supérieure de la structure turriforme. L'accès à la tour est possible par une porte rectangulaire, qui s'ouvre sur l'entresol le long du mur nord, accessible par un escalier extérieur caractéristique qui aboutissait à l'origine à un pont-levis qui a ensuite été muré.
Les structures murales sont recouvertes de pierre et sont caractérisées par des meurtrières et des arcades qui s'ouvrent en certains points à différentes hauteurs. L'extrémité sommitale est couronnée par une série de tasseaux, sur lesquels reposait probablement à l'origine un rempart perdu, qui délimitait la terrasse sommitale d'où les sentinelles faisaient des repérages.

## Galerie

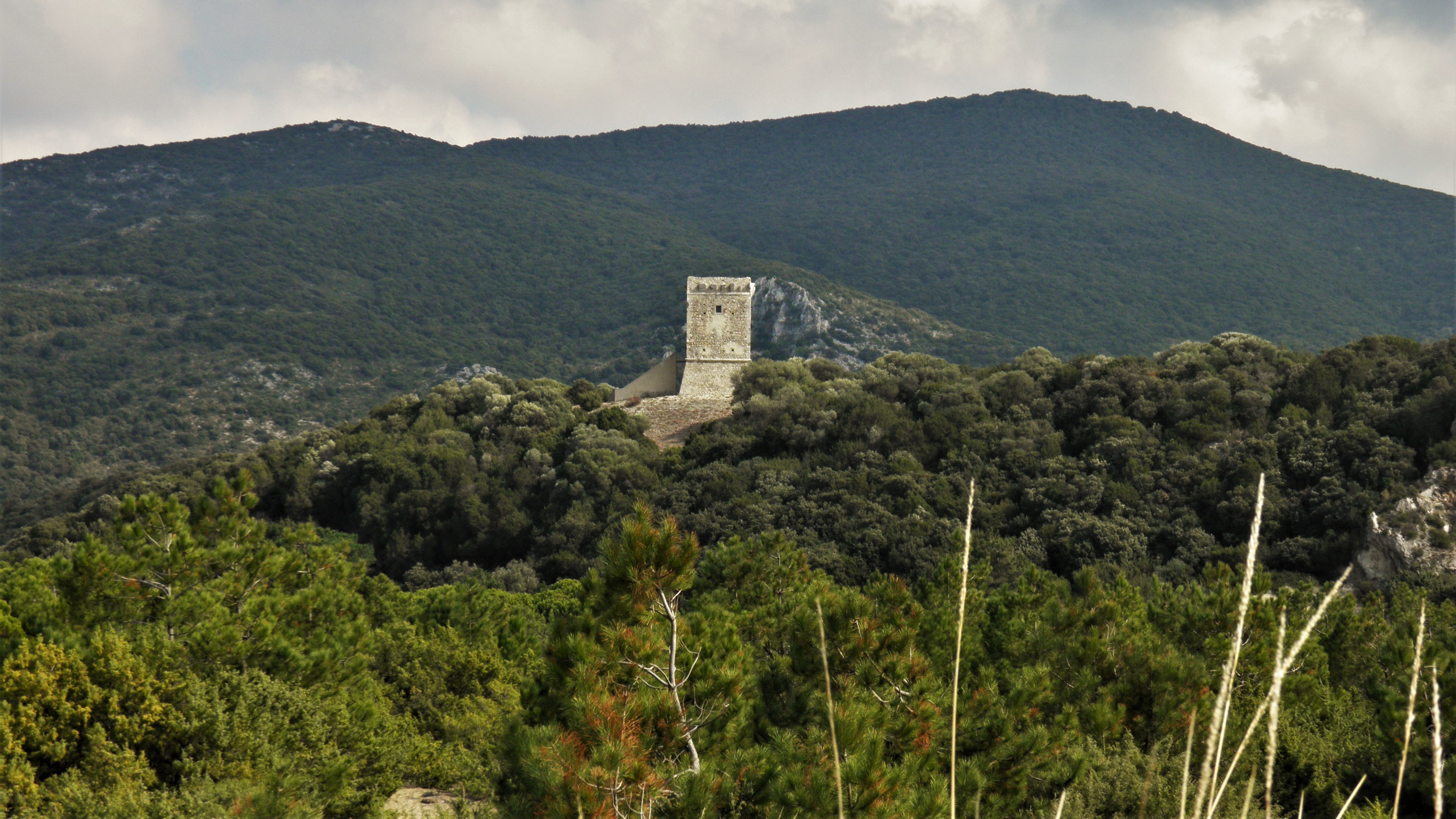